# Allogymnopleurus youngai
Allogymnopleurus youngai là một loài bọ cánh cứng trong họ Bọ hung (Scarabaeidae).